# Cornelia Tăutu
Cornelia Tăutu (født 10. marts 1938 i Odorhei, Rumænien - død 24. marts 2019 i Tyskland) var en rumænsk komponist og pianist.
Tautu studerede komposition på Musikkonservatoriet i Bukarest hos bl.a. Stefan Niculescu, Aurel Stroe og Ion Dumitrescu.
Hun har skrevet en symfoni, orkesterværker, kammermusik, instrumentalmusik, og ikke mindst filmmusik, som hun er mest kendt for. Hun har også været radiovært på musikprogrammer på rumænsk radio.

## Udvalgte værker
- Symfoni nr. 1 (1987) - for orkester
- Sinfonietta (1986) - for orkester
- "Inventions" (1986) - for orkester
- "Engravings and Dice" (1989) - for orkester
- Filmmusik